# Bete-Bendi jezik
Bete-Bendi jezik (ISO 639-3: btt; bette-bendi, dama), jedan od (9) bendijskih jezika, šira skupina cross river, kojim govori oko 36 800 ljudi (1963) u nigerijskoj državi Cross River u području lokalne samouprave Obudu.
Bendi ima dva dijalekta po kojima je i dobio ime, to su bete (bette, mbete) i bendi. Ne smije se brkati s jezikom bete [byf] iz Nigerije, bete ili bata [bta] iz Nigerije i Kameruna i jezicima Bété u Obali Slonovače. Pismo: latinica.

## Vanjske poveznice
- Ethnologue (14th)
- Ethnologue (15th)